# 圖像投影儀
圖像投影儀是一种将图像投影到物體表面（通常是投影幕）上的光学设备。早期人們将幻灯片放置在书写玻璃台上，圖像投影儀朝玻璃台發出燈光。现在的投影仪可以直接與计算机、DVD、游戏机、DV等设备直接連接。